# Simfonia núm. 32 (Mozart)
La Simfonia núm. 32 en sol major, K. 318, va ser composta per Wolfgang Amadeus Mozart l'any 1779, després del seu retorn de París.
Inicialment, l'obra fou considerada com una obertura de les òperes Thamos, rei d'Egipte o Zaide, però això és improbable perquè les dates de composició d'aquestes obres no coincideix amb el manuscrit autògraf i també perquè l'obertura era generalment l'última peça en ser composta per a una obra que havia de ser representada. El 1785 Mozart va fer servir la simfonia com a obertura en la interpretació a Viena de l'òpera de Francesco Bianchi, La villanella rapita. Actualment, la partitura autògrafa es conserva a la Biblioteca Pública de Nova York.

## Estructura
La simfonia presenta la forma d'una obertura italiana, tres moviments que s'interpreten un darrere l'altre sense pausa:
1. Allegro spiritoso, en compàs 4/4.
2. Andante, en compàs 3/8.
3. Primo Tempo, en compàs 4/4.

La forma no és la d'una veritable obertura italiana o una obertura da capo. El primer moviment es desenvolupa com una forma sonata, però sense repetició de l'exposició. Els dos grups de temes s'inicien entre material de transició. Encara en el primer moviment, comença un desenvolupament que condueix al primer tema de l'exposició, que és treballat en nombroses tonalitats. En el moment en què la música és a la dominant i aparentment caurà sobre la tònica per a una recapitulació, la música segueix fins al moviment lent.
El moviment lent és un rondó (ABACAB), però quan l'espectador està esperant la reexposició de la tornada del rondó, la música continua fins al tercer moviment, que continua amb el desenvolupament del primer tema del primer moviment abans que sigui interpretada una " recapitulació inversa "en què els dos temes del primer moviment són recapitulats en ordre invers.